# Canton de Rémalard
Le canton de Rémalard est une ancienne division administrative française située dans le département de l'Orne et la région Basse-Normandie.

## Géographie
Ce canton était organisé autour de Rémalard dans l'arrondissement de Mortagne-au-Perche. Son altitude varie de 105 m (Condeau) à 266 m (Bretoncelles) pour une altitude moyenne de 160 m.

## Représentation

### Conseillers d'arrondissement (de 1833 à 1940)
| Période                                  | Période      | Identité                      | Étiquette | Qualité |
| ---------------------------------------- | ------------ | ----------------------------- | --------- | --- |
| 1833                                     | 1836         | Joseph Urbain Charpentier     |           | Juge de paix, propriétaire à Moutiers |
| 1836                                     | 1848         | Charles Bernard Boulmer       |           | Maire de Moutiers |
|                                          |              |                               |           | |
| 1868                                     |              | M. Agis                       |           | Propriétaire à Rémalard |
|                                          |              |                               |           | |
| 1901                                     | 1905 (décès) | Albert Touche (1854-1905)     |           | Meunier à Bretoncelles |
| 1905                                     |              | Albert Denis (1872-1928)      |           | Minotier, maire de Bretoncelles |
|                                          |              |                               |           | |
| 1913                                     | 1925         | Alfred Chaumier               |           | Cultivateur à Bellou-sur-Huisne |
| 1925                                     | 1927 (décès) | Marcel Butel (1884-1927)      | Radical   | Docteur-médecin à Rémalard |
| 11 juil. 1927                            | 1937         | Albert Louvel (1885-1973)     | RG        | Inspecteur principal des services administratifs au ministère de l'Intérieur, puis directeur de cabinet du ministre de la Guerre, maire de Rémalard |
| 1937                                     | 1940         | Édouard Beaudouin (1871-1957) | Radical   | Grainetier, maire de Condé-sur-Huisne |
| 1940                                     |              |                               |           | Les conseils d'arrondissement ont été suspendus par la loi du 12 octobre 1940 et n'ont jamais été réactivés                                         |
| Les données manquantes sont à compléter. |              |                               |           | |

### Conseillers généraux de 1833 à 2015
| Période | Période          | Identité                                   | Étiquette              | Qualité |
| ------- | ---------------- | ------------------------------------------ | ---------------------- | --- |
| 1833    | 1848             | Pierre Louis Augustin Deshayes             |                        | Médecin ancien chirurgien sous-aide militaire, maire de Rémalard (1830-1846)                                                   |
| 1848    | 1848 (démission) | Désiré-Amour Herbault                      |                        | Propriétaire à Bretoncelles |
| 1849    | 1852             | Hercule Ramard                             |                        | Maire de Rémalard |
| 1852    | 1858             | Pierre Louis Augustin Deshayes             |                        | Médecin ancien chirurgien sous-aide militaire, maire de Rémalard (1830-1846)                                                   |
| 1858    | 1871             | Jean Richard Léonor, comte d'Andlau        |                        | Propriétaire, maire de Rémalard                                                                                                |
| 1871    | 1886             | Elphège Ernest Sagot                       | Républicain            | Meunier, maire de Bretoncelles                                                                                                 |
| 1886    | 1898             | Comte Jules François Christian de Beaumont | Droite                 | Ancien officier des haras, maire de Bellou-sur-Huisne                                                                          |
| 1898    | 1913 (décès)     | Stanislas Désiré Marchand                  | Républicain            | Adjoint au maire de Rémalard                                                                                                   |
| 1913    | 1940             | Joseph Aveline                             | Gauche démocratique RG | Éleveur, maire de Dorceau (1908-1958), député (1936-1942), nommé membre de la Commission administrative départementale en 1941 |
|         |                  |                                            |                        | |
| 1945    | 1957 (décès)     | Édouard Beaudouin                          | Rad. puis DVD          | Grainetier, ancien maire de Condé-sur-Huisne, ancien conseiller d'arrondissement                                               |
| 1958    | 1964             | Jean Pelletier (1909-1983)                 | DVD                    | Ancien maire de Condé-sur-Huisne (1945-1953)                                                                                   |
| 1964    | 1994             | Henri Olivier                              | MRP puis CDP puis CNI  | Agriculteur, sénateur (1974-1992), maire de Saint-Germain-des-Grois (1971-1995)                                                |
| 1994    | 2015             | Jean-Pierre Gérondeau                      | RPR puis UMP           | Notaire, maire de Condé-sur-Huisne, président du parc naturel régional du Perche                                               |

Le canton participe à l'élection du député de la deuxième circonscription de l'Orne.

## Composition

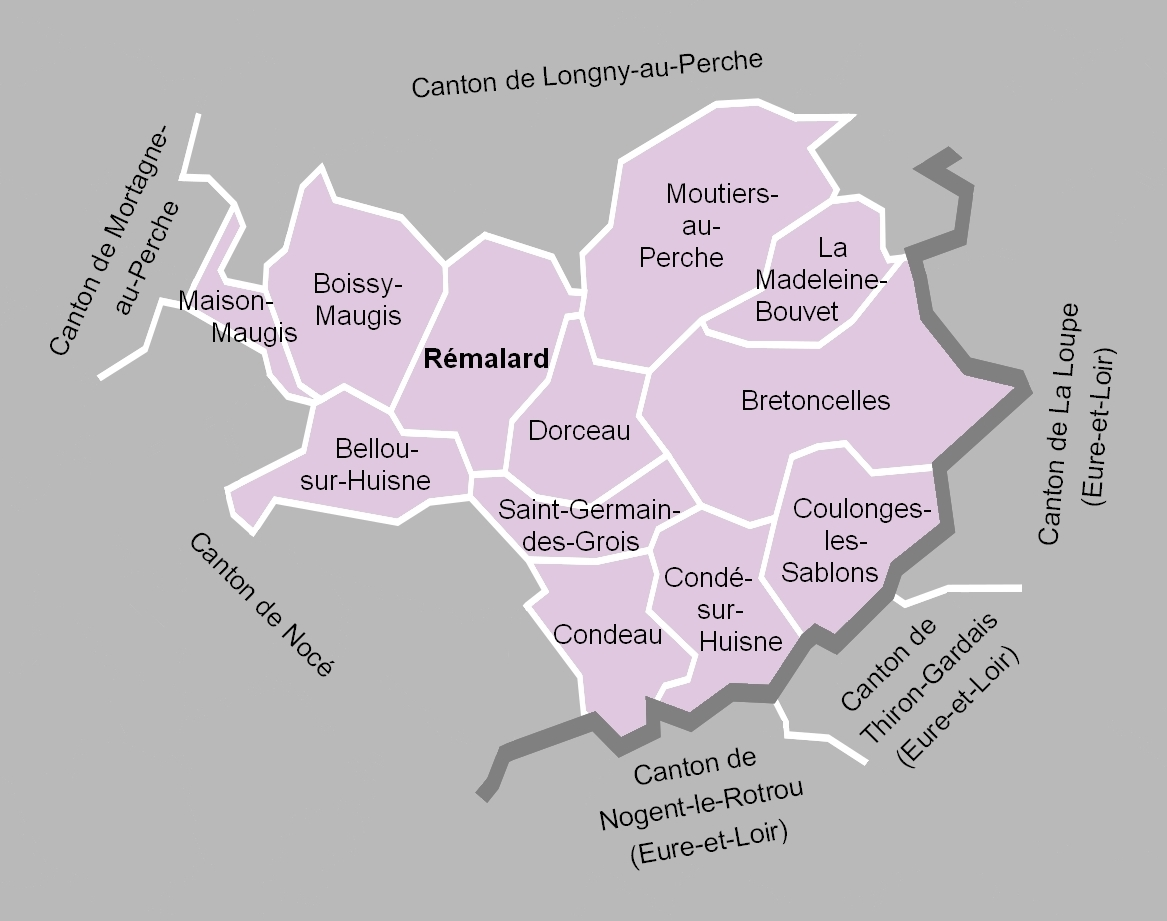
La carte des communes du canton. Les cantons limitrophes étaient ceux de Mortagne-au-Perche, de Longny-au-Perche, de La Loupe, de Thiron-Gardais, de Nogent-le-Rotrou et de Nocé.

Le canton de Rémalard comptait 7 233 habitants en 2012 (population municipale) et groupait douze communes :
- Bellou-sur-Huisne ;
- Boissy-Maugis ;
- Bretoncelles ;
- Condeau ;
- Condé-sur-Huisne ;
- Coulonges-les-Sablons ;
- Dorceau ;
- La Madeleine-Bouvet ;
- Maison-Maugis ;
- Moutiers-au-Perche ;
- Rémalard ;
- Saint-Germain-des-Grois.

À la suite du redécoupage des cantons pour 2015, toutes les communes sont rattachées au canton de Bretoncelles.
Contrairement à beaucoup d'autres cantons, aucune commune définitivement supprimée, depuis la création des communes sous la Révolution, n'était incluse dans le territoire du canton de Rémalard.

## Démographie
| 1962  | 1968  | 1975  | 1982  | 1990  | 1999  | 2006  | 2011  | 2012  |
| ----- | ----- | ----- | ----- | ----- | ----- | ----- | ----- | ----- |
| 6 726 | 6 683 | 6 533 | 6 607 | 6 741 | 6 797 | 7 053 | 7 232 | 7 233 |